# Littonia
Littonia é um género botânico pertencente à família Colchicaceae.